# Cullen
Cullen, biljni rod jednogodišnjewg raslinja i trajnica iz porodice mahunarki raširen po južnim dijelovima Azije i Europe, i velikim dijelovima Afrike i Australije i Nove Gvineje. Pripada mu 34 vrste; u Hrvatskoj nema nijednog predstavnika.
Vrsta Cullen americanum, usprkos imenu nije iz Amerike, ali je uvezena u neke američke države (Kuba, Florida, , New York)

## Vrste
1. Cullen americanum (L.) Rydb.
2. Cullen australasicum (Schltdl.) J.W.Grimes
3. Cullen badocanum (Blanco) Verdc.
4. Cullen balsamicum (F.Muell.) J.W.Grimes
5. Cullen biflorum (Kuntze) C.H.Stirt.
6. Cullen candidum J.W.Grimes
7. Cullen cinereum (Lindl.) J.W.Grimes
8. Cullen corallum J.W.Grimes
9. Cullen corylifolium (L.) Medik.
10. Cullen cuneatum (W.Fitzg.) J.W.Grimes
11. Cullen discolor (Domin) J.W.Grimes
12. Cullen drupaceum (Bunge) C.H.Stirt.
13. Cullen gaudichaudianum (Decne.) J.W.Grimes
14. Cullen graveolens (Domin) J.W.Grimes
15. Cullen holubii (Burtt Davy) C.H.Stirt.
16. Cullen jaubertianum (Fenzl) C.H.Stirt.
17. Cullen lachnostachys (F.Muell.) J.W.Grimes
18. Cullen leucanthum (F.Muell.) J.W.Grimes
19. Cullen leucochaites J.W.Grimes
20. Cullen martini (F.Muell.) J.W.Grimes
21. Cullen microcephalum (Rchb. ex Kunze) J.W.Grimes
22. Cullen pallidum (N.T.Burb.) J.W.Grimes
23. Cullen parvum (F.Muell.) J.W.Grimes
24. Cullen patens (Lindl.) J.W.Grimes
25. Cullen plicatum (Delile) C.H.Stirt.
26. Cullen plumosum J.W.Grimes
27. Cullen pogonocarpum J.W.Grimes
28. Cullen praeruptorum J.W.Grimes
29. Cullen pustulatum (F.Muell.) J.W.Grimes
30. Cullen spicigerum (Domin) A.E.Holland
31. Cullen stipulaceum (Decne.) J.W.Grimes
32. Cullen tenax (Lindl.) J.W.Grimes
33. Cullen tomentosum (Thunb.) J.W.Grimes
34. Cullen virens (W.Fitzg.) J.W.Grimes
35. Cullen walkingtonii (F.Muell.) J.W.Grimes

## Sinonimi
- Bauerella Schindl.
- Baueropsis Hutch.
- Dorychnium Royen ex Moench
- Lamottea Pomel
- Meladenia Turcz.
- Munbya Pomel